# Erica robynsiana
Erica robynsiana là một loài thực vật có hoa trong họ Thạch nam. Loài này được Spirlet mô tả khoa học đầu tiên năm 1957.